# Pressupostos de la Generalitat de Catalunya
Els pressupostos de la Generalitat de Catalunya són l'expressió quantificada, conjunta i sistemàtica de les obligacions (despeses) que, com a màxim, podran reconèixer la Generalitat de Catalunya i les entitats autònomes, i dels drets (ingressos) que podran liquidar-se durant l'exercici corresponent. És a dir, i de forma simplificada, la previsió d'ingressos i despeses al llarg d'un any per a tota l'Administració de la Generalitat de Catalunya.

## Concepte
Un concepte jurídic de pressupost ha d'incloure una clara diferenciació entre ingressos i despesa tenint en compte:
- Pel que fa als ingressos públics, no és més que una simple previsió o càlcul comptable, sense cap efecte jurídic limitatiu de la seva quantia i exacció.
- Produeix efectes jurídics concrets en diferents sentits:
  - Habilita l'Administració perquè realitzi les despeses públiques.
  - Limita les quanties a gastar fins a un import determinat.
  - Fixa la destinació que s'haurà de donar als crèdits pressupostaris.

En l'article 29 del decret legislatiu 3/2002 on s'aprova el Text refós de la Llei de finances públiques de Catalunya s'estableix que:
- El pressupost inclourà la totalitat de les seves despeses i ingressos, així com els de les entitats autònomes i empreses públiques.
- Concretament, contindrà:
  - Els estats de despeses de la Generalitat i les seves entitats autònomes de caràcter administratiu amb la deguda especificació dels crèdits necessaris per a atendre el compliment de les obligacions.
  - Els estats d'ingressos de la Generalitat i de llurs entitats autònomes de caràcter administratiu, que compondran les estimacions dels diversos drets econòmics a reconèixer i liquidar durant l'exercici.
  - Els estats de recursos i dotacions, amb les corresponents estimacions i avaluació de necessitats per a l'exercici, tant d'explotació com de capital, de les entitats autònomes de caràcter comercial, industrial i financer o anàleg i de les empreses públiques.

De totes maneres, el pressupost és el resultat final de la Planificació pressupostària i del Pla pressupostari.

## Característiques
- Acte legislatiu: és una llei que dona eficàcia i valor jurídic als estats de previsió d'ingressos i a les despeses públiques.
- Acte d'habilitació: S'habilita al Govern de Catalunya per executar les disposicions de despesa, per tant sense aquesta habilitació l'administració no té la potestat de gastar.
- Simple estimació comptable o càlcul dels ingressos públics: El càlcul no limita a la Generalitat a gastar més o menys, o a ingressar més o menys en recaptació.
- Sistema de control juridicopolític del poder legislatiu sobre el poder executiu

## Cicle pressupostari

### Dates Clau
- 1 de gener: El pressupost ha de ser aprovat abans d'aquesta data, tal com mana l'article 134.4 de la Constitució Espanyola, l'article 38 de la Llei General Pressupostària, l'article 21.1 de la LOFCA i la llei de finances públiques de Catalunya en el seu article 33.[2]
- 1 de maig: Els organismes de la Generalitat i els seus departaments trametran al Conseller d'Economia i Finances els avantprojectes dels estats de despeses, i els dels avantprojectes dels estats i ingressos i els de les entitats autònomes quan s'escaigui
- 10 d'octubre: El govern haurà de trametre el projecte de llei dels pressupostos amb tota la documentació.

### Procediment
El cicle pressupostari comença amb l'elaboració per part del govern de Catalunya del projecte de llei de pressupostos, tal com especifica l'article 212 de l'Estatut d'Autonomia de Catalunya. Una vegada es compleix aquest tràmit, el projecte de llei és sotmès a votació al Parlament de Catalunya i si és aprovat, es publica al DOGC i entra en vigor l'1 de gener de l'any següent. En cas de no ser-ho, es prorroga automàticament amb els crèdits inicials fins a la seva aprovació, tal com marca l'article 33 del drecret-legislatiu 3/2002.
Des d'1 de gener fins al 31 de desembre de l'any en curs, el govern executa el pressupost. A partir d'aquell dia es converteix en el compte general de la Generalitat de Catalunya, que novament ha de ser aprovat pel Parlament.
El control jurídic i polític esdevé en els tres moments que conformen l'anomenat cicle pressupostari:
- Inici: Pel qual és necessària l'aprovació del projecte de pressupostos presentat pel govern.
- Execució: Mitjançant la normativa d'execució del mateix i amb les possibles actuacions parlamentàries de control
- Finalització: Mitjançant l'aprovació del compte general per part del Parlament de Catalunya.

Pel que fa al control del pressupost, existeixen tres figures clau:
- la Sindicatura de Comptes que realitza el control extern
- la Intervenció general de la Generalitat de Catalunya que realitza el control intern
- El Parlament que realitza el control polític

## Principis pressupostaris

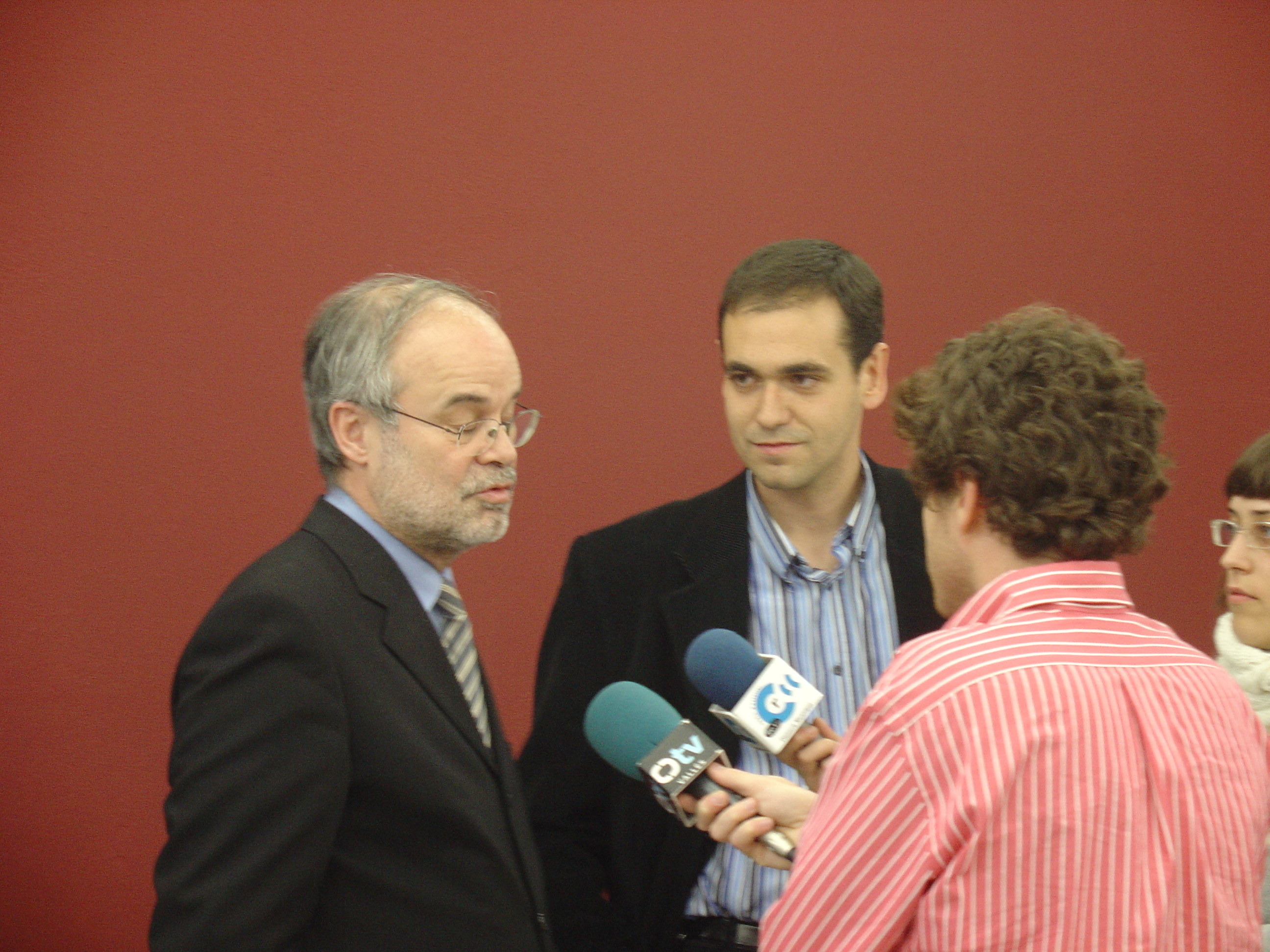
Antoni Castells com a conseller d'Economia i Finances va dirigir la confecció dels pressupostos de la Generalitat de Catalunya des en el periòde 2004-2010

- Principi de legalitat i reserva de llei: El Pressupost de la Generalitat de Catalunya, s'aprova per llei del Parlament, de forma independent dels Pressupostos Generals de l'Estat tal com ho estableix l'article 212 de l'Estatut d'Autonomia de Catalunya.[3] L'article 32 del drecret-legislatiu 3/2002[2] especifica que el pressupost té un caràcter anual i que en cas de no aprovar-se aquest es prorroga automàticament, situació que sol donar-se en any electoral.
- Principi d'equilibri pressupostari: El pressupost ha d'estar equilibrat entre l'estat de despeses i ingressos. Aquest principi es pot considerar de política econòmica, tal com marca l'article 27 del drecret-legislatiu 3/2002.[2]
- Principi d'unitat: El pressupost, s'aprova com a llei de pressupostos, ja que recull els 224 pressupostos dels diferents ens públics de la Generalitat de Catalunya, i els vota en una única votació de totalitat, tot i que això no implica que hi hagi un únic estat de despeses i ingressos, tal com marca l'article 29 del drecret-legislatiu 3/2002.[2]
- Principi d'unitat de caixa: Tots els ingressos i despeses públiques de cada ens públic s'han de canalitzar en una caixa única a nivell compatable. A efectes pràctics, la caixa única dels departaments se situa al Departament d'Economia i Finances, mentre que cada organisme autònom s'encarrega del seu.
- Principi d'universalitat o del producte brut: Totes les despeses han de figurar de forma íntegra, sense que es puguin compensar entre elles.
- Principi d'anualitat o temporalitat: El pressupost està limitat temporal a un any, que en el cas de la Generalitat de Catalunya coincideix amb l'any natural.
- Principi d'especialitat
  - Qualitativa: Els recursos són autoritzats a través de la llei de pressupostos amb les finalitats preestablertes que han de ser complides en la seva execució.
  - Quantitativa: L'autorització parlamentària s'estén al volum dels recursos disponibles, per tan sols es podrà gastar en cada crèdit pressupostari la quantitat aprovada.
  - Temporal: El gast del crèdit haurà de ser dins el termini disposat per l'execució del pressupost.
- Principi de no afectació dels ingressos: Els ingressos es destinaran a satisfer el conjunt de les obligacions respectives, llevat que per llei se'n estableixi alguna afectació.
- Principi de publicitat: El pressupost ha de ser publicat. En aquest cas es publica al DOGC.[4]

## Classificacions
La següent taula descriu el tipus de classificacions que es poden dels pressupostos i si especifiquen ingressos i despeses:
| Tipus                     | A que respon                               | Ingressos | Despeses |
| ------------------------- | ------------------------------------------ | --------- | -------- |
| Econòmica                 | Naturalesa (Que es gasta o Que s'ingressa) | SI        | SI       |
| Orgànica o Institcuional  | Qui s'ho gasta? Qui ho ingressa?           | SI        | SI       |
| Funcional o per programes | Per a què es gasta?                        | NO        | SI       |
| Territorial               | On es gasta?                               | NO        | SI       |

### Classificació econòmica
| Classificació econòmica del Pressupost de la Generalitat de Catalunya | Classificació econòmica del Pressupost de la Generalitat de Catalunya | Classificació econòmica del Pressupost de la Generalitat de Catalunya | Classificació econòmica del Pressupost de la Generalitat de Catalunya |
| Capítol                                                               | Ingrés                                                                | Despesa                                                               |                                                                       |
| --------------------------------------------------------------------- | --------------------------------------------------------------------- | --------------------------------------------------------------------- | --------------------------------------------------------------------- |
| 1                                                                     | Impostos directes                                                     | Despeses de Personal                                                  |                                                                       |
| 2                                                                     | Impostos indirectes                                                   | Despeses corrents de béns i immobles                                  |                                                                       |
| 3                                                                     | Taxes, venda de béns i serveis i altres ingressos                     | Despeses financers                                                    |                                                                       |
| 4                                                                     | Transferències corrents (Provinents estat, UE,etc.)                   | Transferències corrents                                               |                                                                       |
| 5                                                                     | Ingressos patrimonials                                                | Fons de contingencia d'execució pressupostària                        |                                                                       |
| 6                                                                     | Alienació d'inversions reals                                          | Inversions reals                                                      |                                                                       |
| 7                                                                     | Transferències de capital                                             | Transferències de capital                                             |                                                                       |
| 8                                                                     | Variació d'actius financers                                           | Variació d'actius financers                                           |                                                                       |
| 9                                                                     | Variació de passius financers                                         | Variació de passius financers                                         |                                                                       |

### Classificació orgànica i institucional
Ens diu quin òrgan és l'encarregat de realitzar una determinada despesa. La classificació orgànica es realitzarà d'acord amb la relació de seccions serveis i entitats. Les seccions serveis i les entitats s'agrupen per subsectors i per agrupacions. En el cas de la Generalitat de Catalunya, el pressupost s'estructura en seccions, cadascuna de les quals està organitzada en un o diversos serveis pressupostaris. Les seccions pressupostàries (agrpacions) es corresponen amb els:
- Òrgans superiors (Per exemple el Parlament de Catalunya)
- Departaments (Per exemple el Departament d'Economia i Finances)
- Fons no departamentals (Per exemple les Pensions)

Els pressupostos de cadascuna de la resta d'entitats incloses en l'àmbit de consolidació pressupostària no tenen subdivisió orgànica i s'estructuren en únic codi orgànic.

### Classificació funcional o per programes
Aquesta classificació s'especifica la finalitat o objecte de la despesa, és a dir per a què es gasta. Un programa és un conjunt de productes, serveis i activitats sota la responsabilitat d'un únic centre gestor, que consumeixen recursos per poder assolir uns objectius específics, identificables i mesurables. D'alguna manera, s'agrupen totes les despeses que tenen sentit per si mateixes, que són activitats concretes, interrelacionades i coordinades entre si.

### Classificació territorial
Respon a la pregunta d'on es gasten els diners. S'han de separar les despeses d'inversió en sectors i territoris. Es tenen en compte els àmbits comarcals i supracomarcals.